# Tư duy Chiến tranh Lạnh
Tư duy Chiến tranh Lạnh (chữ Anh: Cold War mentality) nghĩa rộng chỉ một kiểu mẫu tư duy về xử lí quan hệ giữa các nước và giải quyết tranh chấp quốc tế vì nguyên do hai mặt trận lớn đối lập trong khoảng thời gian chiến tranh Lạnh, trong quá trình hai nước siêu cường tranh đoạt bá quyền mà hình thành nên.
Nền tảng sản sinh tư duy chiến tranh Lạnh là quan niệm hẹp hòi về chủ quyền và lợi ích quốc gia của giai cấp tư sản cùng với một bộ lí luận quan hệ quốc tế của phương Tây dựa trên cơ sở đó mà hình thành, mục đích của nó là ngăn chận và đè nén chĩa vào các nước xã hội chủ nghĩa.

## Định nghĩa

### Tư duy chiến tranh Lạnh nghĩa rộng
Trong cuộc đối đầu và đấu tranh của các nước xã hội chủ nghĩa và các nước tư bản chủ nghĩa, các nước xã hội chủ nghĩa tất nhiên cũng đã biết rõ và công nhận những quan niệm và khuôn mẫu tư duy này, từ đó khiến cho tư duy chiến tranh Lạnh biến thành một loại ý thức cả hai phía cùng nhau tán thành. Tóm lại, tư duy chiến tranh Lạnh nghĩa rộng là sản phẩm của chiến tranh Lạnh - một thời kì lịch sử đặc biệt, là sự phản ánh hiện thực quốc tế lúc đó ở trong não mọi người.

### Tư duy chiến tranh Lạnh nghĩa hẹp
Tư duy chiến tranh Lạnh nghĩa hẹp chuyên chỉ một loại ý thức và quan niệm, sau khi chiến tranh Lạnh kết thúc, các nước lớn phương Tây đặc biệt là thế lực bảo thủ của Hoa Kỳ mưu toan kiến lập thế giới đơn cực, thúc đẩy chủ nghĩa bá quyền, cụ thể bao gồm:
1. Tư duy đối thủ, trong khoảng thời gian chiến tranh Lạnh hướng nhắm chủ yếu của chiến lược đối ngoại Hoa Kỳ chính là Liên Xô, sau khi chiến tranh Lạnh kết thúc, Hoa Kỳ mất đi đối thủ ở toàn cầu, cảm thấy khó xử về hành vi của mình, liền vội thiết lập kẻ thù mới.
2. An ninh tuyệt đối, bản thân đã là nước lớn mạnh nhất thế giới, nhưng mà lo lắng bận tâm sự uy hiếp đến từ nước khác.
3. Không hiểu rõ nhu cầu an ninh của nước khác, đem mưu cầu an ninh của nước khác hiểu - giải thích thành sự uy hiếp an ninh của nước mình.
4. Chính trị cường quyền, luôn luôn đem quan điểm của bản thân cưỡng bách chất lên nước khác, không tôn trọng nhà nước và dân tộc khác.
5. Dùng lịch sử tranh bá, lịch sử khiêu chiến để đối xử các nước mới nổi, đem sự phát triển của nước đó coi là sự khiêu chiến đối với bản thân.
6. Thúc đẩy chiến thuật ngư ông, lúc nào cũng đào khoét mầm mối tranh chấp, để từ đó mưu lợi không chính đáng. Những phương diện này tổng hợp thành một câu nói - duật bạng tương tranh, ngư ông đắc lợi, tất cả vì nước mình, không coi nhu cầu nước khác ra gì.

Trước mắt khái niệm sử dụng thông thường chỉ khái niệm theo nghĩa hẹp.

## Chiến tranh Lạnh mới
Trong khoảng thời gian chiến tranh Lạnh giữa Hoa Kỳ và Liên Xô, khối phía Đông đều bỏ phiếu phản đối đối với hầu hết các đề án của khối phía Tây tại Liên hợp quốc, bất luận đề án đó có lợi cho vấn đề dân quyền và dân sinh hay không, khối phía Tây cũng lấy thủ đoạn đồng dạng để trả thù, hai phía đều chưa biểu hiện ra thái độ hiệp thương và thoả hiệp để tìm cho được phương pháp giải quyết vấn đề.
Ở thời đại chiến tranh Lạnh mới giữa Hoa Kỳ và Trung Quốc, chính phủ và quan chức Hoa Kỳ hay bị phía Trung Quốc chỉ mặt nói là dùng khuôn mẫu tư duy chiến tranh Lạnh, lấy hành vi không hữu nghị và thù nghịch để đối xử nước Cộng hoà Nhân dân Trung Hoa.
Chiến tranh Lạnh mới có thể phát sinh từ khủng hoảng Ukraine.
Tổng thống Nga Vladimir Vladimirovich Putin chê trách mãnh liệt kế hoạch bố trí hệ thống phòng thủ tên lửa ở Ba Lan và Czech của Hoa Kỳ vào ngày 27 tháng 4 năm 2007, chỉ trích nhất cử nhất động này hoàn toàn nhắm vào Nga. Ông ấy lại còn lấy bài học của thời đại chiến tranh Lạnh cảnh cáo nói rằng, điều này có thể sẽ gây ra một vòng thi đua vũ trang mới. Chuyên gia nói, theo sự lên cấp mâu thuẫn trong vấn đề bố trí tên lửa của Mĩ và Nga, thế giới có khả năng đã đứng ở ven rìa "thời đại chiến tranh Lạnh mới".

## Chú ý
1. ↑  Tác giả bài đó kí tên Chung Thanh, là bút danh của bài báo bình luận quốc tế của tờ Nhân Dân nhật báo sử dụng.